# Bracciano
Bracciano es un municipio de 17.618 habitantes de la provincia de Roma en la región del Lacio, a unos 40 km al norte de la capital en posición dominante sobre el lago homónimo, llamado también lago Sabatino, el octavo lago en tamaño de Italia.
La ciudad tiene un ferrocarril suburbano (Línea FL3) que la conecta con Roma (estaciones de Roma Ostiense y Valle Aurelia) en alrededor de 45 minutos. Cerca de ella se encuentran dos ciudades medievales: Anguillara Sabazia (en la orilla sur del lago Bracciano) y Trevignano Romano.

## Historia
No hay información segura sobre los orígenes de Bracciano, sobre la Vía Clodia que pasa por encima del lago. Es probable que surgiera a partir de una de las numerosas torres erigidas en el siglo X como defensa contra los sarracenos, como parece indicar el nombre antiguo de Castrum Brachiani.

## Lugares de interés
De este centro turístico destaca el Castello Orsini-Odescalchi, fortaleza medieval, muy bien conservada. Ha albergado una serie de acontecimientos, especialmente bodas de famosos, como Tom Cruise y Eros Ramazzotti.
En sus alrededores se ha anunciado en enero de 2010 el descubrimiento de la fuente de un acueducto romano que llegaría hasta el Trastévere de Roma. Construido por el emperador Trajano en el año 109, también incluye un santuario dedicado al agua.
El lago de Bracciano es ampliamente usado para navegar y es muy popular entre los turistas y excursionistas. 

## Evolución demográfica

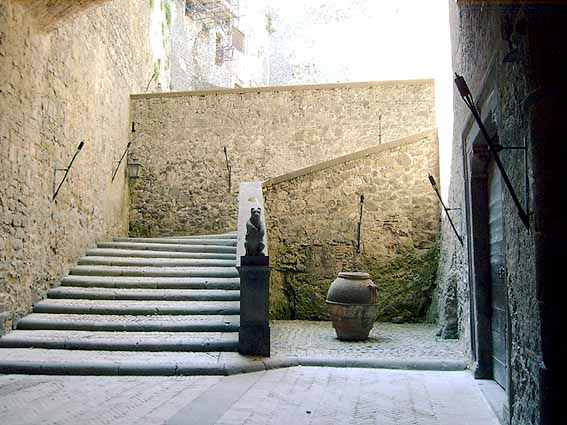
Entrada del castillo Orsini-Odescalchi, con la estatua del oso, símbolo de la familia Orsini.

| Gráfica de evolución demográfica de Bracciano entre 1861 y 2001 |
|                                                                 |
| Fuente ISTAT - elaboración gráfica de Wikipedia                 |